# Silnice II/369
Silnice II/369 je silnice II. třídy, která vede z Lipové-lázně do Zábřehu. Je dlouhá 49,5 km. Prochází jedním krajem a dvěma okresy.

## Vedení silnice

### Olomoucký kraj, okres Jeseník
- Lipová-lázně (křiž. I/60, III/3691, III/3692)
- Ramzová
- Ostružná (křiž. III/3693, III/3694)

### Olomoucký kraj, okres Šumperk
- Branná (křiž. III/44645)
- Nové Losiny (křiž. III/3696)
- Jindřichov (křiž. III/3697, III/36910)
- Hanušovice (křiž. II/446, III/36911, III/36912, III/36913, III/36913a, peáž s II/446)
- Raškov (křiž. III/36914)
- Bohdíkov (křiž. III/36914a)
- Ruda nad Moravou (křiž. III/36915, III/36916, III/36917)
- Olšany (křiž. I/11, III/36917a, peáž s I/11)
- Vyšehoří (křiž. I/11)
- Postřelmůvek
- Rovensko (křiž. II/368, III/36918)
- Zábřeh (křiž. II/315, III/36919)